# Diócesis de Moroto
La diócesis de Moroto (en latín: Dioecesis Morotoënsis, en inglés: Roman Catholic Diocese of Moroto) es una circunscripción eclesiástica de la Iglesia católica en Uganda. Se trata de una diócesis latina, sufragánea de la arquidiócesis de Tororo. Desde el 20 de febrero de 2014 su obispo es Damiano Giulio Guzzetti de los combonianos.

## Territorio y organización
La diócesis tiene 15 000 km² y extiende su jurisdicción sobre los fieles católicos de rito latino residentes en los distritos de Moroto y Nakapiripirit en la región Septentrional.
La sede de la diócesis se encuentra en la ciudad de Moroto, en donde se halla la Catedral de la Reina del Mundo.
En 2019 en la diócesis existían 11 parroquias.

## Historia
La diócesis fue erigida el 22 de marzo de 1965 con la bula Ex quo Christus del papa Pablo VI, obteniendo el territorio de la diócesis de Gulu (hoy arquidiócesis de Gulu).
El 20 de mayo de 1991 cedió una parte de su territorio para la erección de la diócesis de Kotido mediante la bula Florem Africanae del papa Juan Pablo II.
Originalmente fue sufragánea de la entonces arquidiócesis de Rubaga, el 2 de enero de 1999 pasó a formar parte de la provincia eclesiástica de la arquidiócesis de Tororo.

## Estadísticas
De acuerdo al Anuario Pontificio 2020 la diócesis tenía a fines de 2019 un total de 351 495 fieles bautizados.
| Año                                                                             | Población            | Población | Población      | Sacerdotes | Sacerdotes    | Sacerdotes    | Bautizados por sacerdote | Diáconos permanentes | Religiosos | Religiosos | Parroquias |
| Año                                                                             | Bautizados católicos | Total     | % de católicos | Total      | Clero secular | Clero regular | Bautizados por sacerdote | Diáconos permanentes | Varones    | Mujeres    | Parroquias |
| ------------------------------------------------------------------------------- | -------------------- | --------- | -------------- | ---------- | ------------- | ------------- | ------------------------ | -------------------- | ---------- | ---------- | ---------- |
| 1970                                                                            | 90 230               | 298 089   | 30.3           | 32         |               | 32            | 2819                     |                      | 41         | 28         | 10         |
| 1980                                                                            | 151 395              | 393 679   | 38.5           | 37         | 5             | 32            | 4091                     |                      | 185        | 53         | 15         |
| 1990                                                                            | 183 066              | 414 875   | 44.1           | 52         | 17            | 35            | 3520                     |                      | 100        | 85         | 15         |
| 1999                                                                            | 132 034              | 272 385   | 48.5           | 40         | 16            | 24            | 3300                     |                      | 35         | 51         | 9          |
| 2000                                                                            | 150 335              | 276 592   | 54.4           | 37         | 14            | 23            | 4063                     |                      | 34         | 56         | 9          |
| 2001                                                                            | 152 372              | 362 791   | 42.0           | 36         | 13            | 23            | 4232                     |                      | 31         | 54         | 10         |
| 2002                                                                            | 152 372              | 362 791   | 42.0           | 36         | 15            | 21            | 4232                     |                      | 27         | 55         | 10         |
| 2003                                                                            | 199 827              | 370 000   | 54.0           | 38         | 15            | 23            | 5258                     |                      | 28         | 55         | 10         |
| 2004                                                                            | 200 293              | 370 000   | 54.1           | 38         | 15            | 23            | 5270                     |                      | 34         | 54         | 10         |
| 2007                                                                            | 211 000              | 397 000   | 53.1           | 36         | 15            | 21            | 5861                     |                      | 55         | 51         | 10         |
| 2013                                                                            | 232 000              | 475 000   | 48.8           | 34         | 14            | 20            | 6823                     |                      | 50         | 55         | 10         |
| 2016                                                                            | 328 000              | 520 000   | 63.1           | 28         | 14            | 14            | 11 714                   |                      | 38         | 52         | 11         |
| 2019                                                                            | 351 495              | 600 000   | 58.6           | 27         | 13            | 14            | 13 018                   |                      | 40         | 65         | 11         |
| Fuente: Catholic-Hierarchy, que a su vez toma los datos del Anuario Pontificio. |                      |           |                |            |               |               |                          |                      |            |            |            |

### Vida consagrada
Entre las congregaciones religiosas que trabajan en la diócesis se encuentran los misioneros combonianos y los apóstoles de Jesús. Estos últimos fueron fundados en 1968 por el comboniano italiano Giovanni Marengoni en la diócesis y tienen su sede general en la ciudad de Moroto.

## Episcopologio
- Sisto Mazzoldi, M.C.C.I. † (12 de junio de 1967-29 de noviembre de 1980 retirado)
- Paul Lokiru Kalanda † (29 de noviembre de 1980-17 de junio de 1991 nombrado obispo de Fort Portal)
- Henry Apaloryamam Ssentongo † (30 de marzo de 1992-20 de febrero de 2014 retirado)
- Damiano Giulio Guzzetti, M.C.C.I., desde el 20 de febrero de 2014